# Primer Congreso Indigenista Interamericano
El Primer Congreso Indigenista Interamericano se realizó en Pátzcuaro, Michoacán, México, entre el 14 y 24 de abril de 1940. Aprobó recomendaciones así como una declaración de principios que fue adoptada como política oficial de los gobiernos de los países firmantes. Dio lugar a la Convención de Pátzcuaro, es el origen de la conmemoración del Día del Aborigen Americano, de la creación del Instituto lndigenista Interamericano y de varios institutos indigenistas nacionales. Fue la primera de varias reuniones que se celebraron posteriormente en distintos países. Fue una reunión trascendente en la historia del indigenismo americano y en la de los tratados internacionales sobre la población indígena.

## Origen y desarrollo
En 1938 se realizó en Lima, Perú, la VIII Conferencia Internacional Americana, bajo los auspicios de la Unión Panamericana (antecedente de la Organización de Estados Americanos). En ella se acordó realizar un Congreso Continental Indígena, con el propósito de establecer un Instituto Indianista Interamericano. El país inicialmente propuesto fue Bolivia, pero ante su desistimiento, finalmente se llevó a cabo en Pátzcuaro, Michoacán, en la Biblioteca Municipal Gertrudis Bocanegra, ex templo de San Agustín.
El presidente honorario fue el general Lázaro Cárdenas del Río, presidente de México. Los discursos inaugurales estuvieron a cargo del presidente Cárdenas  y de John Collier, director del Bureau of Indian Affairs de Estados Unidos, quien había impulsado en su país la Indian Reorganization Act de 1934, que defendía las tierras indígenas e impulsaba formas de autogobierno, así como la política conocida como Indian New Deal. El texto de ambos discursos se depositó en una ceremonia solemne en una urna, en la base del monumento recientemente construido, del escultor Guillermo Ruiz, al último gobernante o cazonci de Michoacán, Tangáxoan Tzíntzicha. En la sesión inaugural asimismo se dio lectura a un mensaje del presidente de Estados Unidos Franklin Delano Roosevelt.
En este congreso participaron delegaciones de alto nivel de todos los Estados americanos, salvo Canadá, Haití y Paraguay. La delegación mexicana y el congreso en sí estuvieron presidido por el profesor Luis Chávez Orozco, jefe del Departamento de Asuntos Indígenas, de México (que Cárdenas estableció al nivel gabinete en 1936). Hubo 55 delegaciones oficiales, pero asimismo 71 delegados independientes y 47 representantes de algunos grupos indígenas de diversos países. Varios de los asistentes tuvieron posteriormente un importante papel en la vida pública de sus respectivos países.
- Colombia: César Uribe Piedrahíta, fue uno de los delegados oficiales de Colombia.
- Chile: Venancio Coñuepán Huenchual, de ascendencia mapuche, quien fue diputado y ministro de la República de Chile. Fue director de Asuntos Indígenas.
- Bolivia: Antonio Díaz Villamil, escritor, novelista e historiador; ocupó el cargo de director general de Educación.
- Brasil: Edgar Roquette Pinto, miembro del Consejo Nacional del Serviço de Proteção ao Índio (SPI).
- Ecuador: Representaron a este país Pío Jaramillo Alvarado y Víctor Gabriel Garcés.
- Estados Unidos: John Collier, y los antropólogos John Cooper, Sophie Bledsoe Aberle, y Matthew Stirling.
- México: Además de Chávez Orozco, estuvieron presentes Moisés Sáenz Garza,quien había sido uno de los promotores de la reunión, como secretario del Comité Organizador; y Vicente Lombardo Toledano, secretario de la Confederación de Trabajadores de México.
- Panamá: Rubén Pérez Cantule, de la etnia cuna
- Perú: José Ángel Escalante, presidió la delegación peruana; había sido alcalde de Cuzco en 1919 y ministro de Justicia en 1930;  fue promotor de indigenismo y diputado en varias ocasiones (1914-1919, 1924-1930, 1923-1924, 1939-1944); Luis Eduardo Valcárcel Vizcarra, historiador y antropólogo, investigador del Perú prehispánico y uno de los protagonistas de la corriente indigenista; José Uriel García, intelectual y educador peruano, desarrollador de uno de los pensamientos más significativos de la corriente indigenista: José María Arguedas, escritor y antropólogo, quien posteriormente escribiría la novela Yawar Fiesta (Fiesta de Sangre) (1941)

Guatemala: David Vela, constituyente de la constitución guatemalteca de 1945, quien expuso la necesidad de incluir el reconocimiento de los pueblos indígenas en la constitución revolucionaria como lo fue aquella. 
También asistieron representantes de los pueblos apache, tewa, hopi y pueblo, de Estados Unidos, así como varios grupos indígenas mexicanos, notablemente tarascos o purépechas habitantes de Michoacán. Asimismo, estuvieron presentes algunos embajadores y funcionarios de sus respectivos países, acreditados en México.

## Resultados y consecuencias
El Congreso aprobó una "Declaración solemne de principios" y 72 recomendaciones. La declaración, entre otras cláusulas, establecía:
'Primero: Que el problema de los pueblos indígenas de América es de interés público. De carácter continental y relacionado con los propósitos afirmados de solidaridad entre todos los pueblos y gobiernos del mundo.
Segundo: Que no son aconsejables los procedimientos legislativos y prácticas que tengan origen en conceptos de diferencias raciales y con tendencias desfavorables para los pueblos indígenas. El principio básico en este sentido es la igualdad de derechos y de oportunidades para todos los grupos de la población americana.
Tercero: Todas las medidas o disposiciones que se dicten para garantizar los derechos y proteger cuanto sea necesario a los grupos indígenas, deben ser sobre el respeto a los valores positivos de su personalidad histórica y cultural y con el fin de elevar su situación económica y la asimilación y el aprovechamiento de los recursos de la técnica moderna y de la cultura universa.
El Congreso dio lugar a la Convención de Pátzcuaro.  La Convención significó la adopción formal del indigenismo como política estatal de los países firmantes. Entró en vigencia en 1942, cuando fue firmado por cinco estados. Las características de esta política se establecieron en términos muy generales,y la aplicación en cada país fue variable.
El Congreso propuso establecer el Día del Aborigen Americano, cada 19 de abril, lo cual fue aceptado oficialmente en Argentina y Costa Rica, así como en Brasil, donde es recordado como "Dia do Índio".
Se planteó la creación de un Instituto Indigenista Interamericano (III), encargado de cumplir las resoluciones de los congresos, de orientar y coordinar la política indigenista en todo el continente, lo cual fue ratificado por varios países. Estableciéndose en 1940 y organismo especializado de la Organización de Estados Americanos (OEA) en 1953. Este Instituto tuvo sus oficinas en la Ciudad de México, y entre otras actividades publicó la prestigiosa revista América Indígena. Sus directores fueron Moisés Sáenz (falleció antes de ocupar el cargo), Manuel Gamio, Miguel León-Portilla, Gonzalo Aguirre Beltrán, Oscar Arze Quintanilla, José Matos Mar y José del Val Blanco.
La creación de institutos indigenistas filiales en varios países con el apoyo de la Fundación Rockefeller. Entre ellos se encuentran el Instituto Nacional Indigenista (hoy Comisión Nacional para el Desarrollo de los Pueblos Indígenas) de México, el National Indian Institute (Estados Unidos);  el Instituto Indigenista Nacional de Guatemala (1945); el Instituto Indigenista Nacional de Colombia (no gubernamental,1942); el Instituto Indigenista Peruano (1946); el Departamento de Asuntos Indígenas y Bellas Artes, después Instituto Indigenista Boliviano (1941); el Instituto Indigenista (Ecuador, no gubernamental, 1942).
El Congreso previó volver a reunirse en principio cada cuatro años, aunque por distintas circunstancias el plazo fue variable. Se realizaron los siguientes congresos:
- II: Celebrado en Cuzco, Perú del 24 de junio al 4 de julio de 1949[12]
- III : Celebrado en La Paz, Bolivia, del 2 al 13 de agosto de 1954[13]
- IV: Celebrado en Guatemala, del 16 al 26 de mayo de 1959[14]
- V: Celebrado en Quito, del 19 al 24 de octubre de 1964[15]
- VI: Celebrado en Pátzcuaro, México, del 16 al 21 de abril de 1968[16]
- VII: Celebrado en Brasilia, del 7 al 11 de agosto de 1972[17]
- VIII: Celebrado en Mérida, México, 17 al 21 de noviembre de 1980[18]
- IX: Celebrado en Santa Fe, Nuevo México, Estados Unidos, del 28 de octubre al 2 de noviembre de 1985[19]
- X: Celebrado en San Martín de los Andes, Neuquén, Argentina, del 2 al 6 de octubre de 1989[20]
- XI: Celebrado en Managua, Nicaragua, del 22 al 26 de noviembre de 1993[21]
- XII: Previsto en la Ciudad de México, México, en 1999 (No se celebró)[22]